# Горнолыжные ботинки

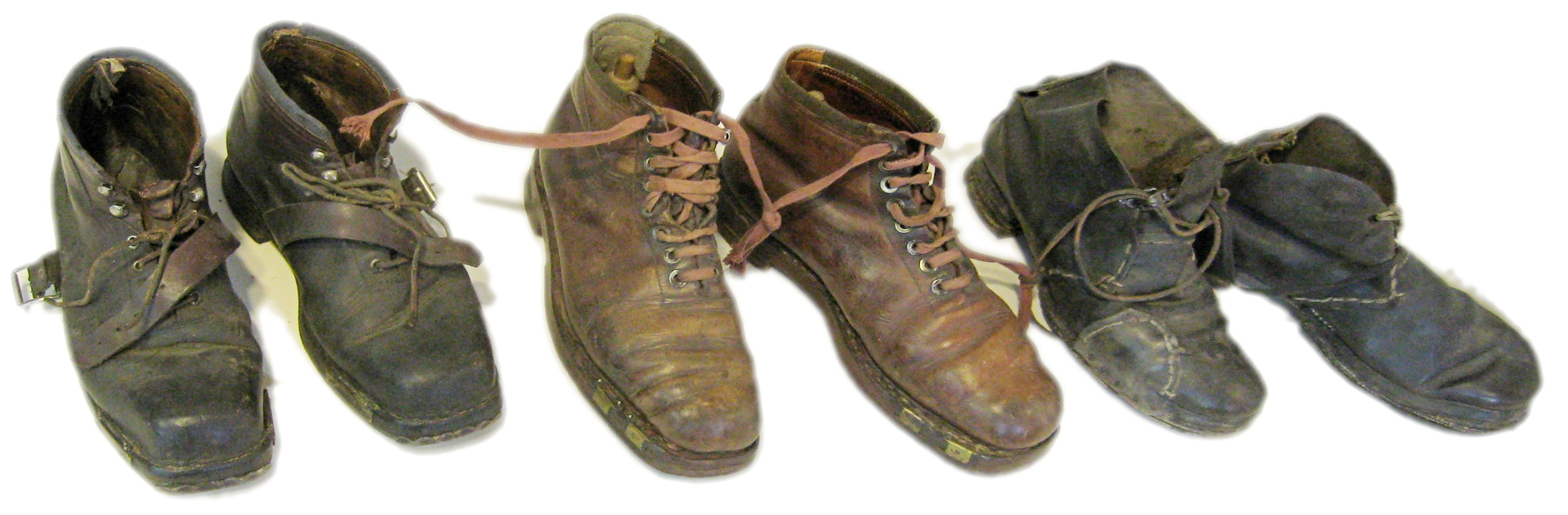
Горнолыжные ботинки 1920-1950-х годов. Фото из музея в г. Санкт-Блазиен

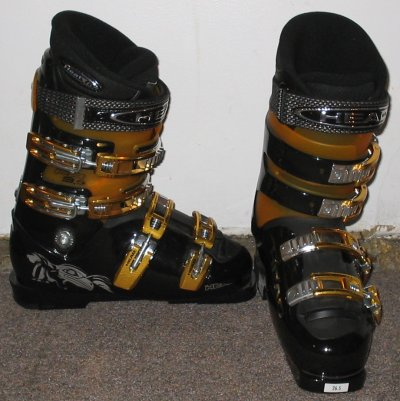
Современные пластмассовые горнолыжные ботинки

Горнолыжные ботинки — специальная обувь для катания на горных лыжах и занятий горнолыжным спортом.
Первоначально горнолыжные ботинки делали из кожи и для обеспечения жёсткости они туго шнуровались.
По мере развития технологии и материалов менялась форма и технология изготовления горнолыжных ботинок. Современные горнолыжные ботинки делаются двухслойными: они состоят из внутреннего ботинка и внешнего ботинка. Применение пластмасс позволило также увеличить высоту ботинка. Шнуровку заменили металлические или пластмассовые клипсы.
Внешний ботинок делается из пластмасс, что обеспечивает жесткость и защиту от снега и влаги. Внутренний ботинок делается из более мягких синтетических материалов, обеспечивая главным образом комфорт для ноги горнолыжника.
Современная спортивная индустрия выпускает большое количество горнолыжных ботинок, отличающихся не только размером, формой и цветом с учётом эстетических требований и пола горнолыжника, но главным образом показателем жёсткости.
Наиболее жёсткие ботинки рассчитаны на спортсменов и хорошо катающихся лыжников. Более мягкие ботинки рассчитаны на начинающих горнолыжников. Жёсткий ботинок даёт возможность более жёстко связать ноги лыжника с лыжами, обеспечивая при этом лучшую управляемость лыжами.
Для различных видов горнолыжного спорта спортсмен может использовать различные ботинки. Например, различают ботинки для:
- скоростного спуска
- слалома
- телемарка
- фристайла
- фрирайда
- ски-альпинизма

Практикуется изготовление индивидуальных стелек для горнолыжных ботинок. Они перераспределяют значительные нагрузки, действующие на стопу горнолыжника при агрессивном катании, на всю площадь стопы, включая свод, увеличивают комфортность.
Конструкция горнолыжного ботинка принципиально не меняется уже более десяти лет, однако это не значит, что прогресс стоит на месте. Производители все время вносят различные усовершенствования, которые можно разбить на следующие группы:
а) повышающие универсальность использования: различные механизмы регулировки жесткости и угла наклона. Например, переключатели режимов «ходьба-катание».
б) повышающие удобство. Многие ботинки снабжаются механизмами подгонки по форме стопы, различными вставками для улучшения фиксации пятки и изменения положения ноги внутри ботинка, устройствами для облегчения надевания ботинка, микрорегулировками клипс и т.д.
в) учитывающие биомеханику и анатомию ноги: усовершенствование конструкции, соединяющей подвижные части шарниров, возможность регулировки «кантинга», усовершенствования формы колодки для более естественного положения стопы относительно ботинка и лыжи.
г) обеспечивающие дополнительную функциональность. К примеру, встроенные электрические нагревательные элементы HotForm ботинок для термоформирования, просушки и подогрева ботинок.